# Изгнание (фильм, 2016)
Изгна́ние (фр. Exil) — камбоджийско-французский документальный фильм 2016 года режиссёра Ритхи Паня. Действие фильма происходит в годы правления Красных кхмеров в Камбодже 1975—1979 гг. Фильм снят в жанре документальной драмы, где вымышленные сцены соседствуют с документальными киносвидетельствами. Премьерный показ фильма состоялся 13 мая 2016 года на Каннском кинофестивале года.

## Рецензии
- Cannes Film Review: ‘Exile’  (англ.)